# یوکی سونودا
یوکی سونودا (به ژاپنی: 角 田 裕 毅، Tsunoda Yūki؛ متولد ۱۱ مه ۲۰۰۰) یک راننده اتومبیلرانی ژاپنی است که در مسابقات فرمول یک  برای تیم آلفاتائوری شرکت می کند. او قهرمان فرمول چهار ژاپن ۲۰۱۸ و عضو دپارتمان فرمول یک هوندا و تیم نوجوانان ردبول در سال 2019 بود .او در مسابقات فرمول ۲ قهرمانی ۲۰۲۰ سوم شد و با توجه به نتایج ضعیف دنیل کویات، جایگزین او شد و اولین حضور خود در فرمول یک، با شماره سابق جنسن باتن، یعنی ۲۲، در سال ۲۰۲۱ برای تیم الفاتائوری، که متعلق به ردبول و از موتور هوندا استفاده می‌کند، انجام داد.

## نتایج فرمول یک
| تیم             | سال  | شاسی   | پیشرانه         | ۱       | ۲         | ۳         | ۴          | ۵         | ۶           | ۷         | ۸          | ۹        | ۱۰          | ۱۱         | ۱۲       | ۱۳      | ۱۴           | ۱۵       | ۱۶       | ۱۷ | ۱۸       | ۱۹        | ۲۰         | ۲۱ | ۲۲         | ۲۳       | ق.ر. | امتیاز   |
| --------------- | ---- | ------ | --------------- | ------- | --------- | --------- | ---------- | --------- | ----------- | --------- | ---------- | -------- | ----------- | ---------- | -------- | ------- | ------------ | -------- | -------- | -- | -------- | --------- | ---------- | -- | ---------- | -------- | ---- | -------- |
| آلفاتاوری هوندا | ۲۰۲۱ | ای‌تی۰۲ | هوندا آرای۶۲۱اچ | بحرین ۹ | امیلیا ۱۲ | پرتعال ۱۵ | اسپانیا ب. | موناکو ۱۶ | آذربایجان ۷ | فرانسه ۱۳ | اشتیریا ۱۰ | اتریش ۱۲ | بریتانیا ۱۰ | مجارستان ۶ | بلژیک ۱۵ | هلند ب. | ایتالیا ع.ش. | روسیه ۱۷ | ترکیه ۱۴ |    | آمریکا ۹ | مکزیکو ب. | سائو پ. ۱۵ |    | عربستان ۱۴ | ابوظبی ۴ | ۳۲*  | چهاردهم* |

یادداشت‌ها
- * – فصل هنوز در جریان است.
- † – راننده گراند پری را به پایان نرسانده، اما از آنجا که بیش از ۹۰٪ از مسافت مسابقه را طی کرده‌است، در رده‌بندی قرار گرفته‌است.